# Médersa Zakkak
La médersa Zakkak est l'une des médersas de la médina de Sousse.

## Histoire
À l'origine de la médersa se trouve une demeure privée datant de la période aghlabide qui a été ensuite transformée sous le règne des Hafsides en école religieuse. Un minaret de forme octogonale et décoré de fines céramiques a été ajouté sous les Ottomans au XVIIe siècle.
La médersa fait partie de la zaouïa portant le même nom et qui comporte aussi une salle de prière. Le bâtiment est un monument classé par le décret du 18 octobre 1945.

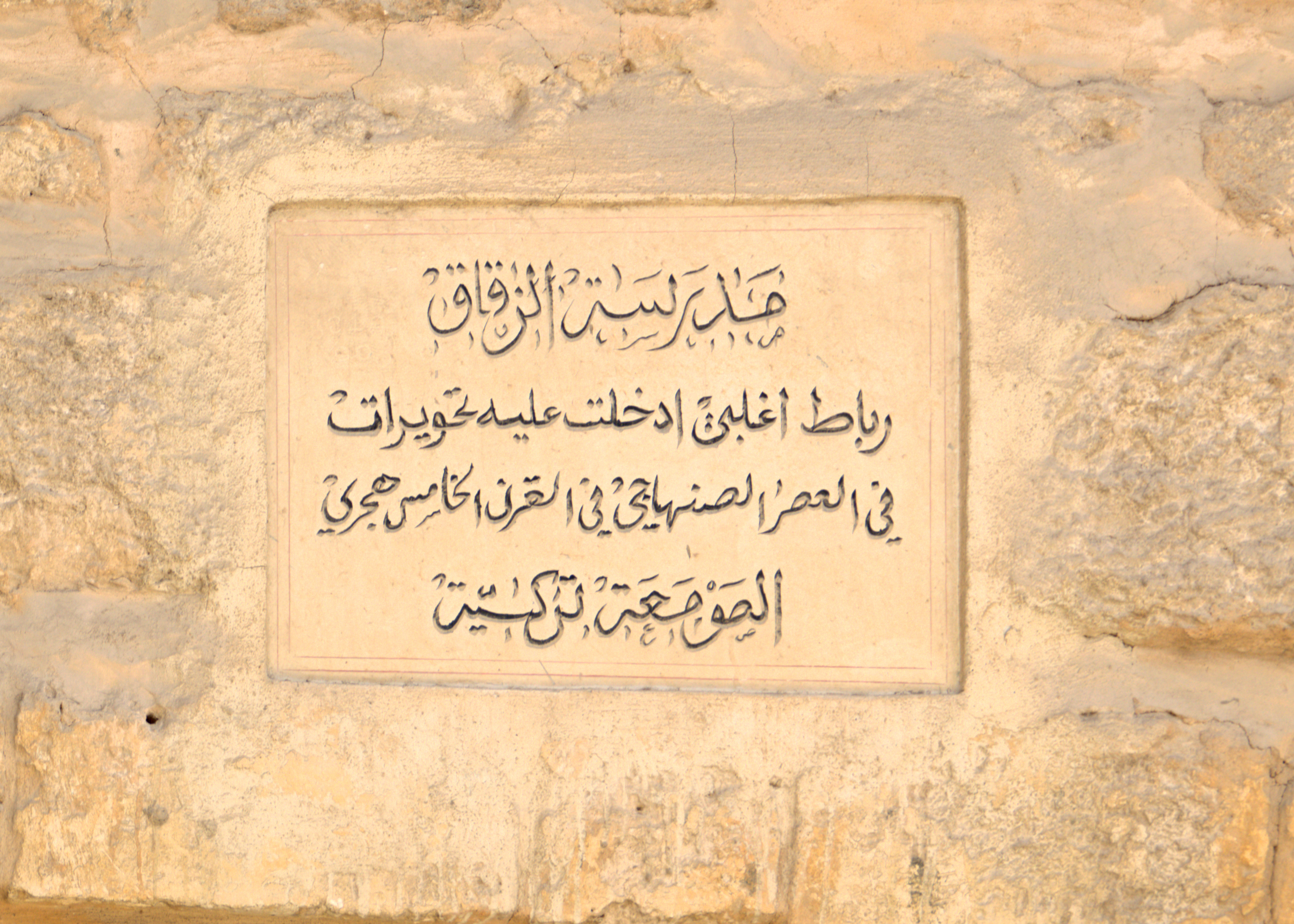
Plaque à l'entrée de la médersa.
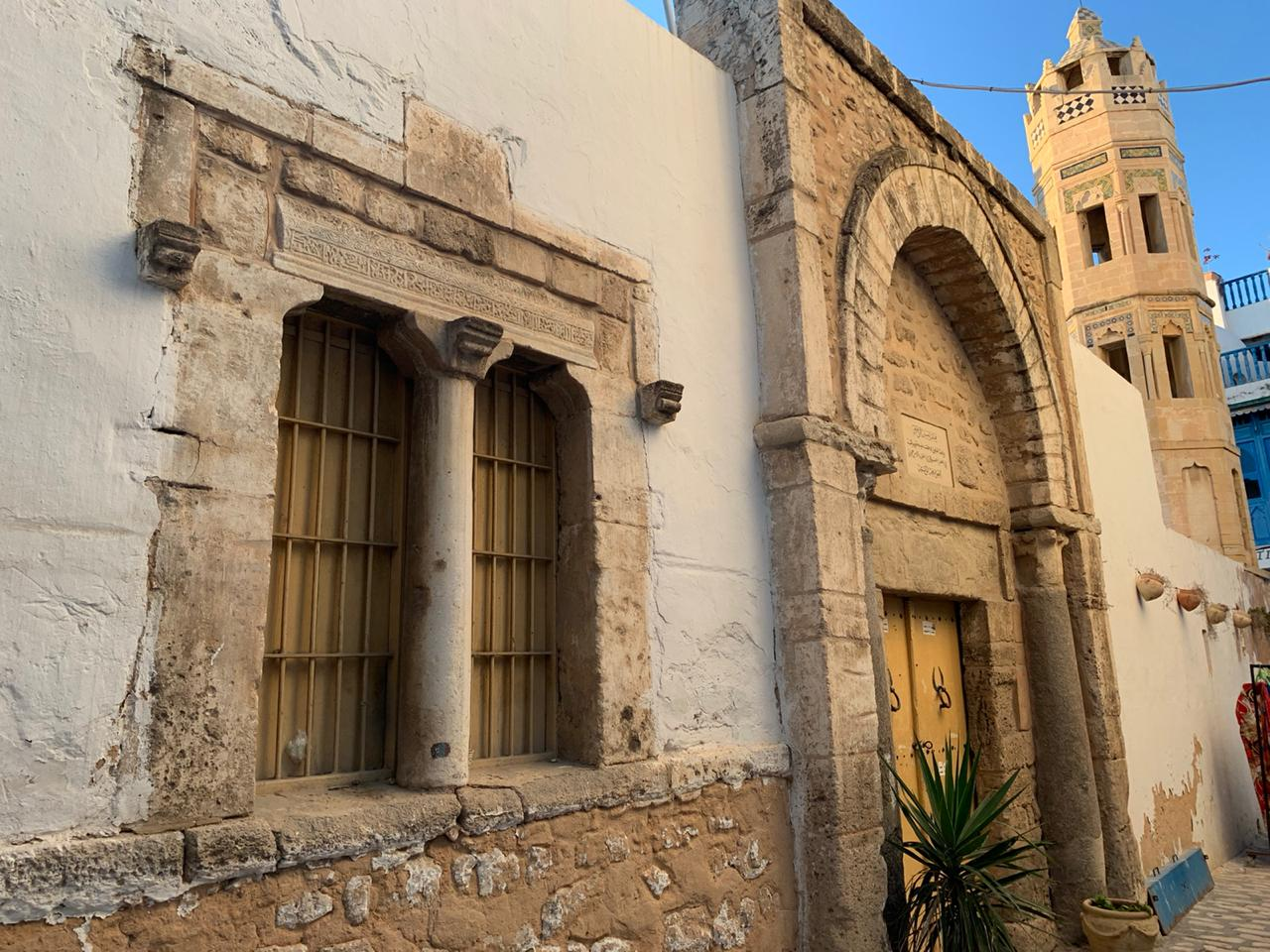
Vue de la médersa et de son minaret octagonal.
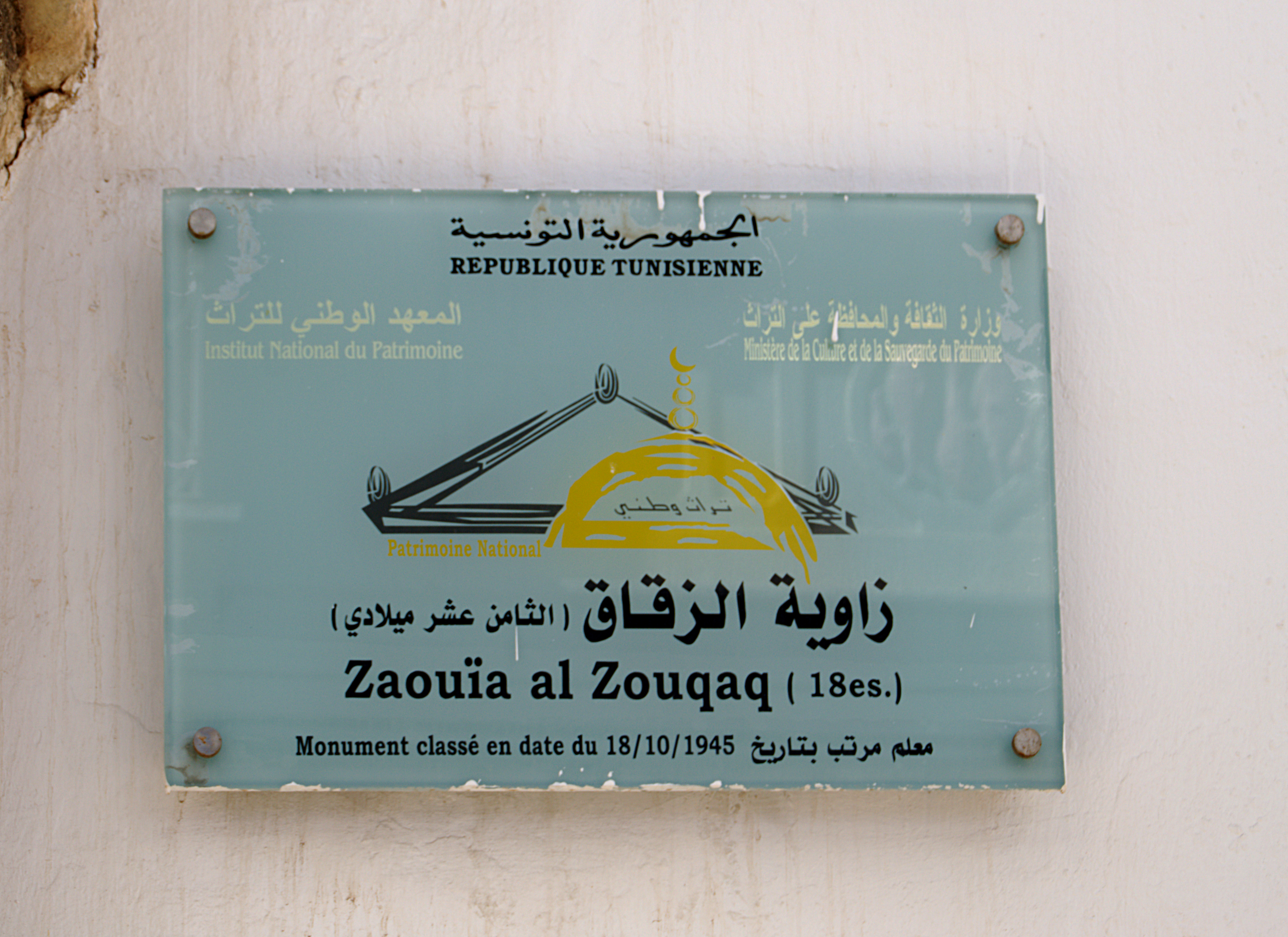
Plaque de l'inscription de la zaouïa dont fait partie la médersa comme monument historique.
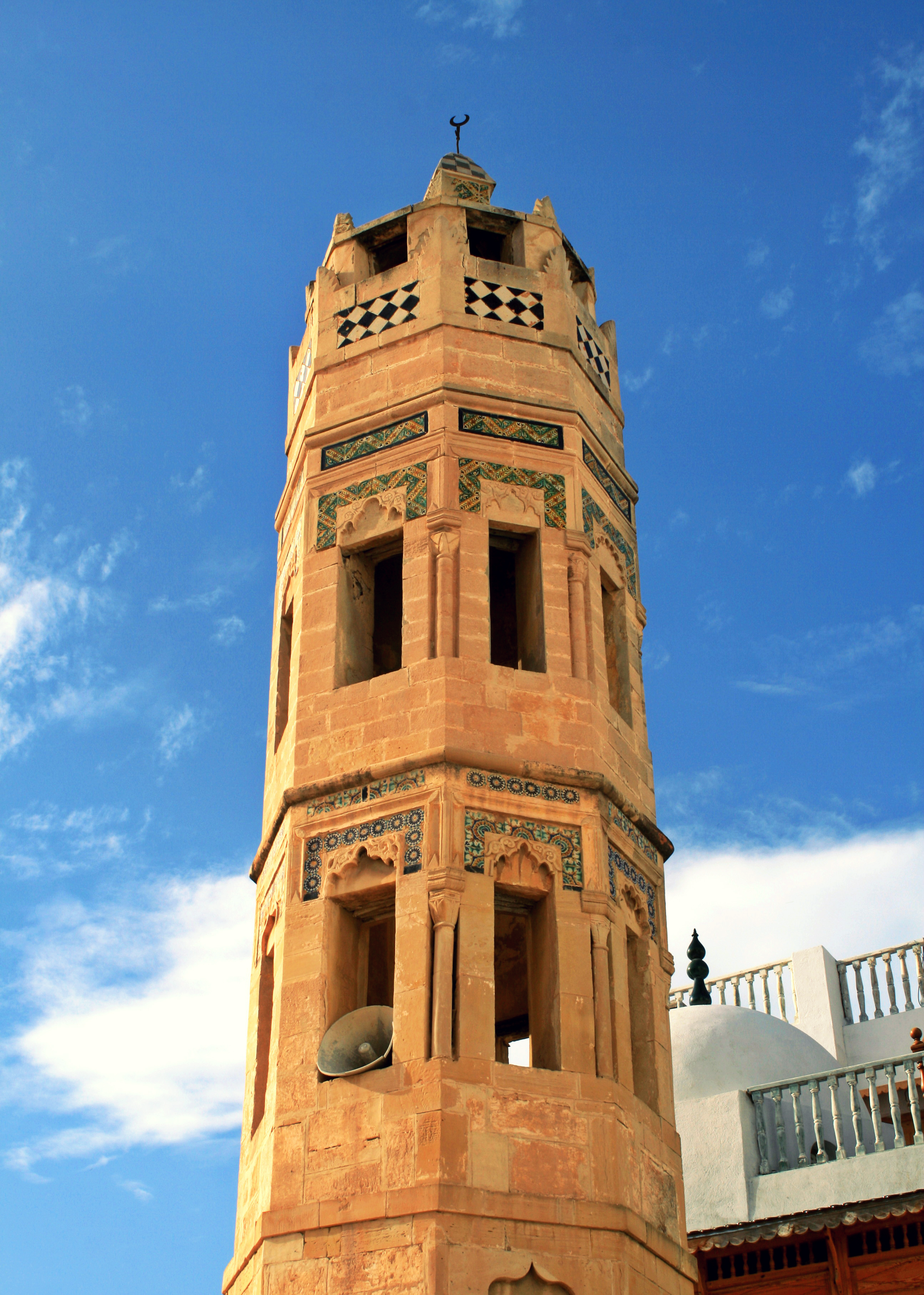
Minaret octogonal surplombant la médersa.